# Hypenomorpha longifascia
Hypenomorpha longifascia är en fjärilsart som beskrevs av Inoue 1958. Hypenomorpha longifascia ingår i släktet Hypenomorpha och familjen nattflyn. Inga underarter finns listade i Catalogue of Life.